# Serdar Tasci
Serdar Tasci (turecky Serdar Taşçı) (* 24. dubna 1987, Esslingen am Neckar, Západní Německo) je německý fotbalový obránce s tureckými kořeny a bývalý německý reprezentant, naposledy hráč klubu Spartak Moskva a od léta 2018 bez angažmá. Tento pravonohý fotbalista hraje na pozici středního nebo pravého obránce.

## Klubová kariéra
- SC Altbach (mládež)
- Stuttgarter Kickers (mládež)
- VfB Stuttgart (mládež)
- VfB Stuttgart 2005–2013
- FK Spartak Moskva 2013–2018
- →  FC Bayern Mnichov (hostování) 2016

Tasci působil ve Stuttgartu od roku 1999. Postupně se přes mládežnické týmy propracoval do A-týmu, za který debutoval 20. srpna 2006. Od té doby byl členem základní jedenáctky. Na konci srpna 2009 prodloužil kontrakt se Stuttgartem až do roku 2014. V lednu 2012 se stal novým kapitánem Stuttgartu, trenér Bruno Labbadia jej jmenoval místo francouzského obránce Matthieu Delpierra, který tuto funkci vykonával od prosince 2009.
30. srpna 2013 přestoupil do ruského celku Spartak Moskva. V lednu 2016 odešel na půlroční hostování s opcí na přestup do Bayernu Mnichov.

## Reprezentační kariéra
Za A-mužstvo Německa poprvé nastoupil 20. 8. 2008 v přátelském zápase v Norimberku proti Belgii (výhra 2:0). Joachim Löw jej nominoval do reprezentační sestavy pro mistrovství světa 2010 v Jihoafrické republice. Zahrál si pouze v závěru utkání o třetí místo proti Uruguayi, když v 91. minutě vystřídal dalšího německého reprezentanta s tureckými předky – Mesuta Özila. Celkem odehrál v letech 2008–2010 za německý národní tým 14 zápasů, branku nevstřelil.

## Úspěchy
Stuttgart
- Bundesliga
  - 1. místo (2006/07)
- DFB-Pokal
  - 2. místo (2006/07)

Spartak Moskva
- Ruská Premier Liga
  - 1. místo (2016/17)
- Ruský Superpohár
  - 1. místo (2017)

Německo
- Mistrovství světa ve fotbale
  - 3. místo (2010)